# Rodolphe Caillaux
Rodolphe Caillaux, né le 11 novembre 1904 à Paris et mort le 29 juin 1989 à Fontenay-lès-Briis, est un peintre expressionniste, également lithographe, français, de l'école de Paris.

## Biographie
Né près de Montmartre, le 11 novembre 1904, Rodolphe Caillaux est connu pour ses tableaux de paysages, ses marines, ses portraits et ses scènes de genre, surtout des corridas. Familier du Pays basque qu'il a souvent peint, il a également réalisé pour la Monnaie de Paris la médaille de Maurice Ravel. Une rue porte son nom à Saint-Jean-de-Luz.
Après avoir fait du music-hall dans des one man shows, Rodolphe Caillaux fait ses débuts de peintre au Salon des Indépendants en 1928, en même temps que Raymond Feuillatte, Alexander Calder, Otto Freundlich, Jean Hélion, Georges Papazoff et Joaquin Torres Garcia. Il entre au Salon d'Automne en 1932. Avec la guerre il s'installe à Pau en 1940. Il y aide à l'organisation du Salon d'automne Béarnais. Il est de retour à Paris en 1947. Installé à la cité Montmartre-aux-artistes du 189, Rue Ordener, Rodolphe Caillaux reste cependant proche de Pau puisqu'il est intronisé membre de la Viguerie royale de Jurançon en 1953 au rang de dignitaire. Élu cette même année membre du Comité du Salon des Indépendants, il en sera le vice-président de 1955 à 1956. À partir de 1957, il prend en charge un groupe au Salon Comparaisons dont il devient président à la suite d'Andrée Bordeaux-Le Pecq. C'est au titre de président du Salon Comparaisons qu'il est nommé chevalier de la Légion d'honneur (la demande a été formulée par son ami Maurice Boitel en tant que représentant du comité du Salon. Rodolphe Caillaux a été sociétaire du Salon d'Automne en 1957 et  Président d'honneur du Salon Comparaisons.

## Poursuite des one man shows
À l'occasion des cérémonies et dîners officiels, vernissages, réceptions avec les autorités constituées ou des ambassadeurs étrangers, mariages de ses confrères ou de leurs enfants, Rodolphe Caillaux, qui avait une voix de basse, était régulièrement sollicité pour faire un show improvisé et raconter des gauloiseries avec des mimiques appropriées. Certaines de ces histoires sont encore reprises par les humoristes actuels comme Jean-Marie Bigard[réf. nécessaire].

## Famille et amis
Fils d'Adolphe Caillaux et de Augustine Quatresous, il comptait, parmi ses amis confrères proches, Jean Baudet, qui exposait dans sa galerie personnelle à Biarritz et que Caillaux invitait dans son groupe au Salon Comparaisons, ainsi que Maurice Boitel, chef de groupe à « Comparaisons » pendant quarante cinq ans.
Marié, Rodolphe Caillaux est sans descendance connue.

## Récompenses et distinctions
- Prix Puvis-de-Chavannes, 1983.
- Chevalier de la Légion d'honneur[réf. souhaitée].

## Œuvres
- Achille Zavatta
- Combats de coqs
- Danseurs basques, 1972, Huile sur toile, Musée basque, Bayonne[6]
- Fleurs de fièvre
- L'homme de la ville
- L'homme et la bête
- La guerre
- Le clown espagnol
- Les équilibristes
- Le gardien de but [7],[8]
- Le gorille, 1966, huile sur toile, Muséum national d'histoire naturelle, Paris[9]
- Les musiciens, 1962, huile sur toile, 132 × 197 cm
- Le paysage d'usine
- Pêcheurs basques, huile sur toile, 38 × 46 cm
- Le pêcheur au filet
- Le peintre et son modèle, huile et collage sur toile, 162 x 131 cm [10]
- La pieuvre
- La plate, Saint-Jean-de-Luz, retour de pêche, huile sur toile, 46 x 38 cm[11]
- Le retour d'attaque, Maison du combattant, Vésinet[12]
- Les toréadors, huile sur toile, 93 x 74 cm[13]
- Le torero blessé
- Maisons dans les blés
- Nature morte à la coupe
- Nature morte aux fruits
- Neige au ciel orange
- Neige en Ile-de-France
- Nu allongé
- Otage fusillé
- Paysage basque
- Triptyque
- Village dans les arbres

Les œuvres mentionnées ici sont exclusivement celles qui ont fait l’objet d’une authentification (catalogues, livres, musées, presse).

## Expositions

### Expositions personnelles
- Grenoble, 1928.
- Galerie Charpentier, Paris, 1937.
- Galerie La Belle Gabrielle, Paris, 1962.
- Galerie Drouant, Paris, janvier-février 1978.
- Villa Duconténia, Saint-Jean-de-Luz, 8 juillet - 20 août 2000 (commissaire : Marc Claerbout).
- Atelier Corinne Laborde-Emmanuel, Saint-Jean-de-Luz, 2007, juillet 2010.

### Expositions collectives
- Salon des peintres témoins de leur temps, Musée Galliera, Paris, mars-mai 1957[8], février-mars 1977 (toile présentée : Et soudain, ce fut la fête…)[14].
- Salon Grands et jeunes d'aujourd'hui, Hôtel Martinez, Cannes, août-septembre 1961.
- Exposition organisée à l'occasion des États généraux du désarmement, Cercle Volney, Paris, mai 1963 ; toile exposée : Crapaud[15].
- 1er Salon Biarritz - Saint-Sébastien - École de Paris, peinture, sculpture, casino Bellevue, Biarritz et Musée San Telmo, Saint-Sébastien, juillet-septembre 1965[16].
- Première Exposition internationale des arts de Téhéran, Centre des expositions internationales, Téhéran, décembre 1974 - janvier 1975[17].
- Salon Thomson-CSF, Cholet, 1977.
- Panorama de la peinture contemporaine - Paul Aïzpiri, Jean-Pierre Alaux, Paul Ambille, Yves Brayer, Jean Bréant, Bernard Buffet, Rodolphe Cailklaux, Jean Carzou, Michel Ciry, Marcel Cramoysan, Jef Friboulet, Pierre Gautiez, Camille Hilaire, Franck Innocent, Monique Journod, Michel King, Roland Lefranc, Édouard Georges Mac-Avoy, Georges Mirianon, Jean Navarre, Marcel Peltier, Christian Sauvé, Robert Savary, Gaston Sébire, Arthur Van Hecke…, hôtel de ville de Sotteville-lès-Rouen, mars 1980[18].
- Trente artistes d'Ackerman à Yankel, La Capitale Galerie, Paris, décembre 2011 - janvier 2012.
- Les peintres de la Nivelle : Rodolphe Caillaux, Jean Etcheverrigaray, Martin Partarrieu, Xabier Soubelet, Tour Bordagain, Ciboure, 10-17 août 2017 (organisateur : Mairie de Ciboure).

## Réception critique
- « Cette belle solidité de compositions, cette rudesse même de la peinture font de Caillaux un puissant organisateur plastique. Le cheminement spirituel a cette tranquillité du discours paysan, cette assurance noble que le poète Virgile accordait aux travaux des champs. » - Jean Bouret[8]
- « Une peinture puissante et triturée, une rudesse paysanne rassurante. » - Gérald Schurr[19]
- « Ses compositions robustes révèlent une intention expressionniste toujours figurative. » - Dictionnaire Bénézit[20]
- « Caillaux marque de son empreinte son époque par un véritable don de sa personne. Il ne s'économise pas, le désir créatif est constant. Combien de toiles différentes, avec cette signature construite pas à pas, identique au soin qu'il prenait à la préparation de la toile pour en arriver en superficie à l'essentiel ? L'essentiel n'est-il pas le résultat d'une belle maîtrise ? » - Marc Claerbout[21]

## Collections publiques
- Musée basque, Bayonne[6].
- Fonds national d'art contemporain, Puteaux, dont dépôt Assemblée nationale[11].
- Musée Carnavalet, Paris, Kermesse aux étoiles dans le jardin des Tuileries - La foule dans le jardin, dessin, 1955.
- Muséum national d'histoire naturelle, Paris[9].
- Musée des beaux-arts de Pau.
- Musée des beaux-arts Denys-Puech, Rodez.
- Maison du combattant, Le Vésinet[12].
- Musée d'art de Pully.
- Musée national des beaux-arts d'Alger.
- Musée National Zabana d'Oran.
- Musée de Saïgon.

## Hommages
- Monnaie de Paris, Rodolphe Caillaux, peintre, médaille créée par le sculpteur Lucien Gibert, 1974.
- Une rue de Saint-Jean-de-Luz porte le nom de Rodolphe Caillaux.

### Filmographie
- Philippe Sevestre, Rodolphe Caillaux, Les images d'archives en région Centre, 1980 (Visionner en ligne - durée : 7 min 06 s).